# Saint-Cyr-l'École
 Saint-Cyr-l'École  es una población y comuna francesa, en la región de Isla de Francia, departamento de Yvelines, en el distrito de Versailles. Es el chef-lieu del cantón de su nombre. Desde 1911 la ciudad alberga el Institut aérotechnique, un instituto de investigación aerodinámica.

## Demografía
| 734                       | 660 | 731 | 712 | 1 079 | 1 013 | 1 718 | 1 758 | 1 713 | 2 277 | 1 931 | 2 308 | 2 677 | 2 918 | 2 727 | 3 340 | 3 641 | 4 205 | 4 253 | 3 794 | 3 924 | 6 190 | 7 339 | 8 277 | 8 694 | 4 458 | 7 368 | 9 309 | 16 001 | 16 537 | 14 996 | 14 829 | 14 566 | 16 710 |
| (Fuente: Cassini e INSEE) |     |     |     |       |       |       |       |       |       |       |       |       |       |       |       |       |       |       |       |       |       |       |       |       |       |       |       |        |        |        |        |        |        |